# Aquarium marin de Trégastel

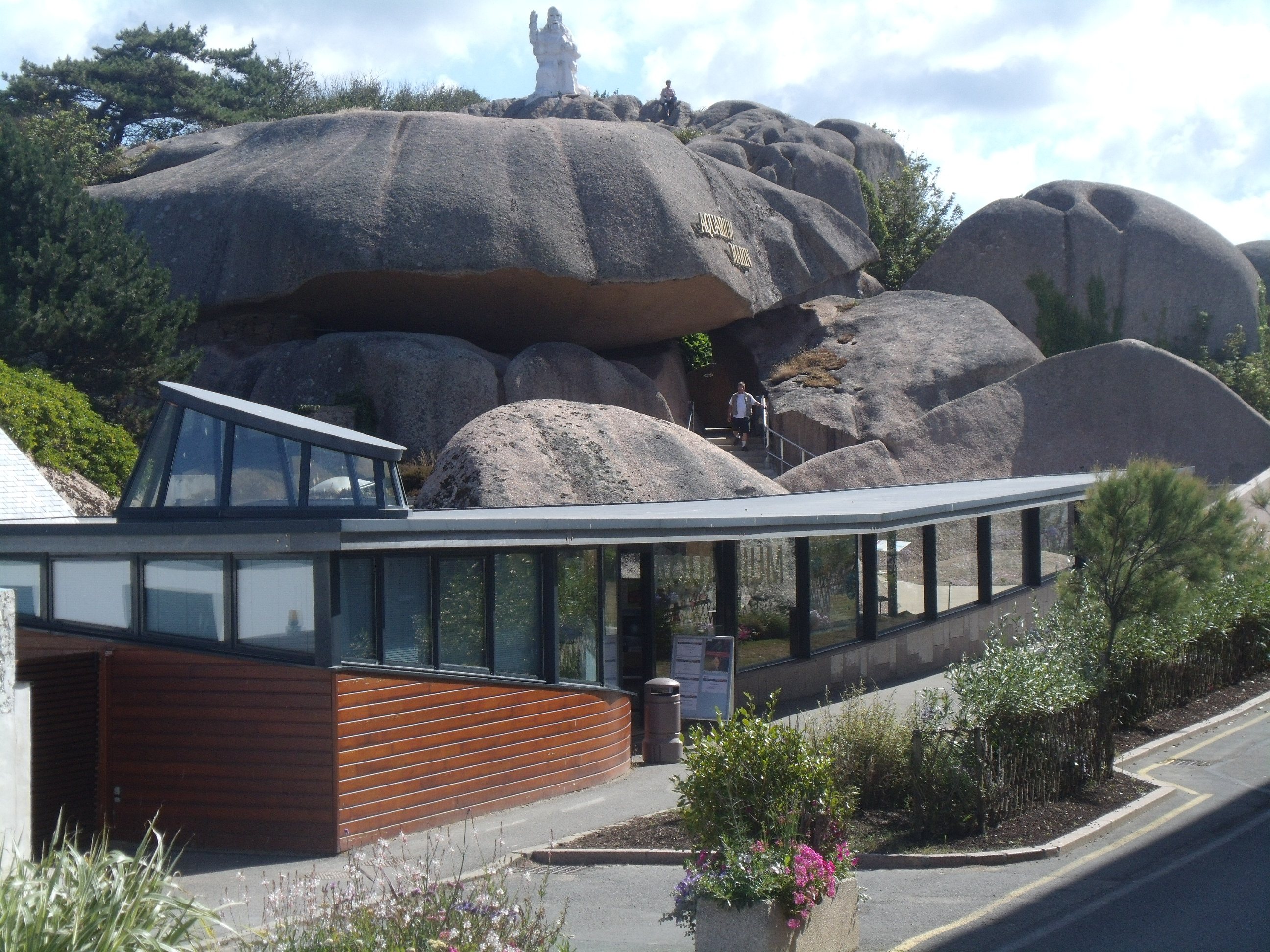
L’aquarium en 2013 sous le regard du Père Éternel, après la réhabilitation de 2006.

L'aquarium marin de Trégastel se situe sur la commune de Trégastel, dans les Côtes-d'Armor en Bretagne. Le toit de la première salle est situé sous un seul bloc de granite rose d'une seule portée de 22 mètres sur 15. Il pèse près de 5 500 tonnes.
Il a été entièrement réhabilité en 2006, date à laquelle il adopte une mascotte, un homard prénommé « Loutig ».

## Historique du site

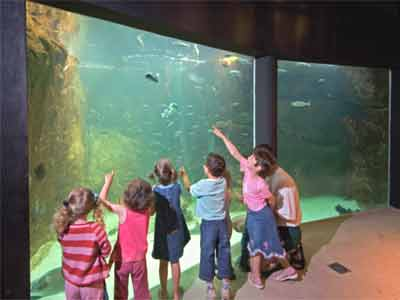
Des enfants en visite dans l’aquarium.

- 1869 : l'abbé Bouget fait construire la statue du Père Éternel et choisit deux grandes excavations se trouvant à la base de l'amoncellement granitique pour y faire construire la chapelle de Coz-Ilis (vieille église). Pour cela, il fit obstruer par une solide maçonnerie les espaces vides, aménagea une fenêtre et deux portes et sépara par un mur les pièces ainsi créées. La plus petite servit de sacristie, et la plus grande était réservée à la messe pour les fidèles[2]. Vestiges visibles : mur d'entrée de la première salle, vitrail dans un local technique (non accessible au public)
- 1877 : à la suite du décès de l'abbé Bouget, le site est délaissé et est utilisé comme abri par trois familles de pêcheurs. La dernière fut la famille Adam. Vestige visible : conduit de cheminée dans la seconde salle
- 1940 : des soldats allemands chassent la famille troglodyte pour faire du site un dépôt de munitions pendant la guerre
- 1946 : le Syndicat d'Initiative et la municipalité de Trégastel transforment les grottes en un musée d'archéologie, avec les vestiges trouvés lors de fouilles sur la commune. Vestiges transférés depuis à l'Office de Tourisme de Trégastel (non visibles)
- 1967 : le diocèse revend le site à l'association du Syndicat d'Initiative de Trégastel. Création de l'aquarium
- 1970 : aménagement de nouveaux bacs construits directement sur le granite
- 1990 : aménagement du bassin extérieur situé sous la statue[3]
- 1996 : création d'une salle située dans le prolongement de la deuxième salle qui inclut une maquette de Trégastel démontrant le phénomène des marées
- 2002 : changement de statut de l'Office de Tourisme, propriétaire de l'Aquarium, le 21 juin 2002 qui passe d’ « association loi de 1901 » en « EPIC » sous le giron de la mairie[4]
- 2006 : refonte de la scénographie de l'aquarium : achat de la maison particulière attenante pour créer l'accueil, une boutique, une salle d'exposition et un atelier. Transformation de l'ancienne caisse en une écloserie à raies et homards. Transformation de la 2e salle avec suppression de la maquette au profit de nouveaux bassins. Son inauguration a été faite le 3 juin 2006 en présence de ses trois parrains : Yann Arthus-Bertrand, photographe ; Michel Hignette, président de l'union des conservateurs d'aquariums de France, directeur du musée des Arts africains et océaniens et de l'aquarium du palais de la Porte Dorée à Paris ; et Patrick Poivre d'Arvor, journaliste et écrivain.
- 2007 : fête des 40 ans d'existence
- 2009 : naissance des premières raies bouclées (Raja clavata) dans l'écloserie, fait rare en captivité.
- 2012: La gestion de l'aquarium ainsi que son entretien sont désormais confiés à Lannion-Trégor Communauté.
- 2022: L'aquarium s'enrichit d'une nouvelle extension : « La Manche débusquée », une exposition permanente offrant un parcours à la fois ludique et pédagogique, destinée à tous les âges.

## Organisation de l'aquarium
L’aquarium propose de découvrir le monde sous-marin des côtes bretonnes avec poissons, crustacés, invertébrés, et autres espèces côtières de la Manche.
La visite est découpée en trois zones :
- la zone des embruns (à l'extérieur),
- la zone des marées située dans la première salle,
- la zone des profondeurs dans la deuxième salle.

Elle se poursuit par la visite de la statue du Père Éternel avec vue panoramique, puis l'écloserie pour raies bouclées et homards.

### Sorties nature
Des sorties régulières sont organisées par un animateur en milieu marin sur l'estran. Au programme, observation du phénomène des marées, découverte de la faune du haut de plage.
Des sorties algologie sont proposées depuis 2010 : recherche et identification des algues, utilisations passées, présentes et futures.

### Concours-exposition
Depuis 2008, l'aquarium organise un concours annuel de photos sous-marines.

## Statue du Père Éternel

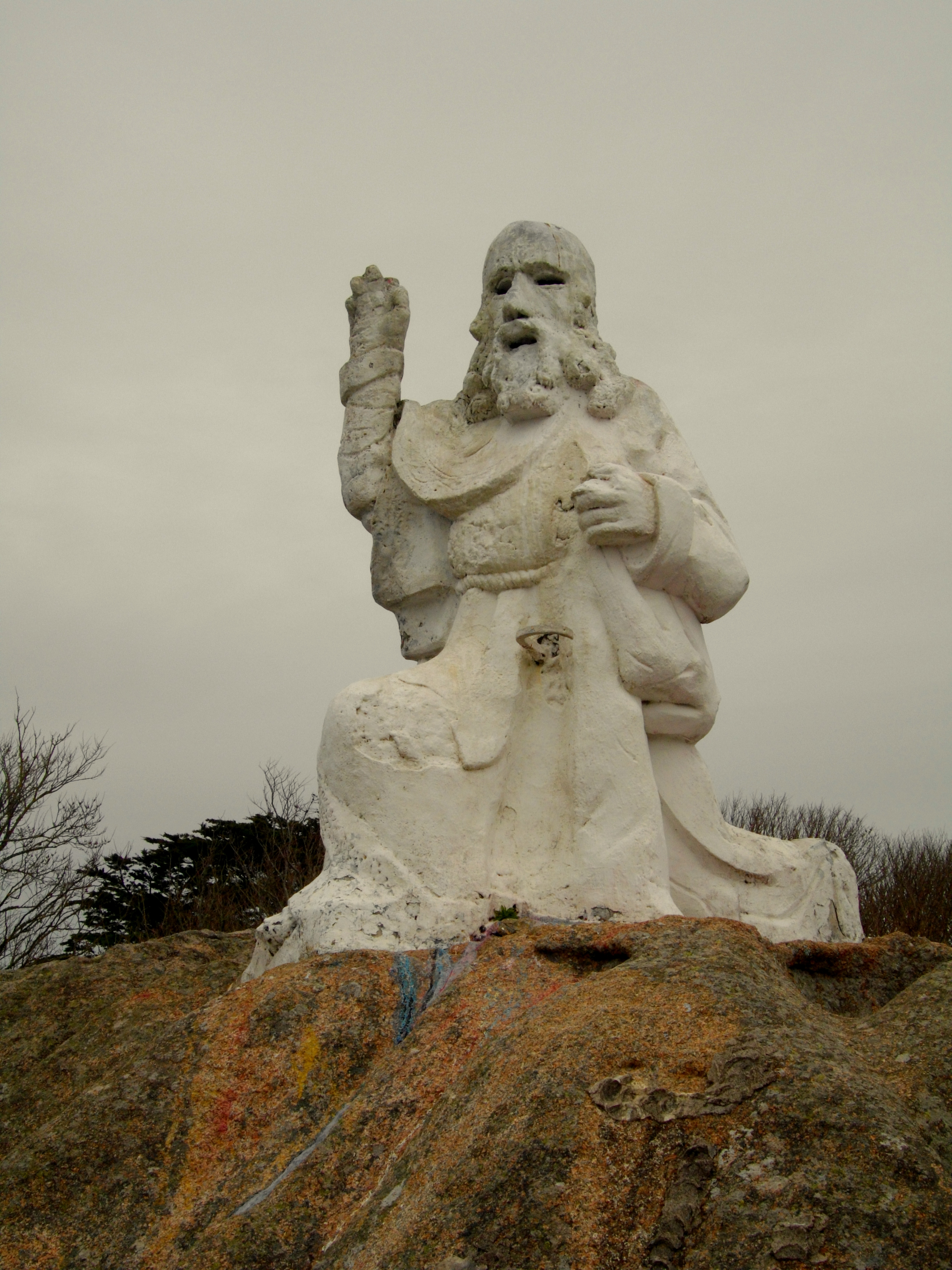
La statue du Père éternel

En réalité, il s'agit de la statue du Bon-Saveur, appelée par la suite « statue du Père Éternel ». Cette statue est commandée par l'abbé Jean-Jacques Bouget.
Érigée en 1869 au sommet d’un amas rocheux dominant la plage du Coz-Pors, elle est bénie le 22 juillet 1869. Ce jour-là, le recteur expose la raison de cette édification de ce qu’il appelle la statue du « Bon-Sauveur » : « Aider les marins du pays et les étrangers qui visitent nos grèves à élever leurs pensées vers Dieu. »
La statue porte d’origine une croix qui - après avoir été de nombreuses fois renouvelée à la suite de nombreux vandalismes - a été retirée définitivement.